# A Guarda Negra

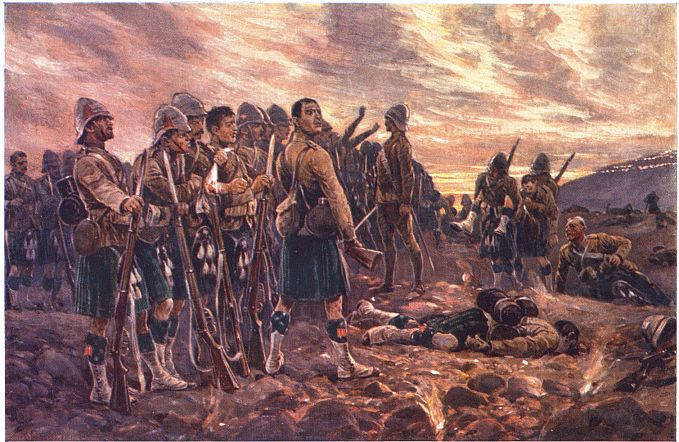
Representação artística da Guarda Negra no século XIX.

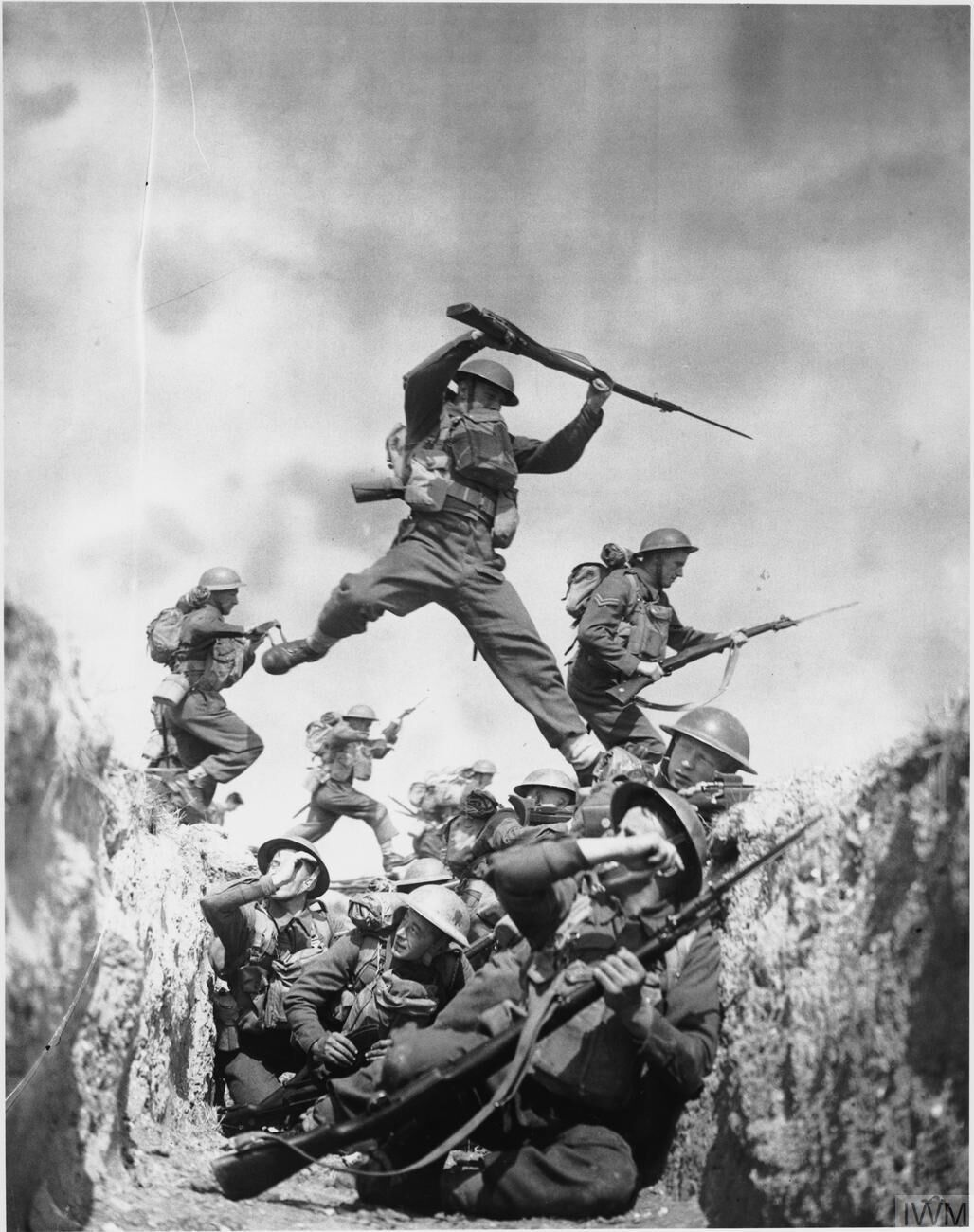
Membros da Guarda Negro do Exército Britânico durante a Segunda Guerra Mundial.

A Guarda Negra, ou 3º Batalhão do Regimento Real Escocês (3 SCOTS) é um batalhão de infantaria do Regimento Real Escocês.
O nome do regimento veio do “kilt” negro que eles usavam, e do trabalho de “guardar” as Terras Altas.
Antes de 28 de março de 2006, a Guarda Negra era um regimento de infantaria de próprios direitos; A Guarda Negra (Regimento Real das Terras Altas) de 1931 até 2006, e O Regimento Real das Terras Altas (A Guarda Negra) de 1881 ate 1931.
Parte da divisão escocesa era o mais velho regimento de “Highlanders”. "Guarda Negra" foi originalmente o “apelido” do 42 (Royal Highland) Regimento de infantaria, mas foi usado cada vez mais até que, em 1881, quando o 42 se juntou com o 73 Regimento de Infantaria, o novo regimento foi nomeado de "The Royal Highland Regiment (The Black Watch)", com a guarda negra se tornando o nome oficial do regimento em 1931. O uniforme mudou com o tempo, mas o “apelido” durou mais tempo.
O “jargão” original do regimento era Nemo me impune lacessit (Ninguém me ataca impunemente). O “Tartan” Real dos Stewart é vestido pelos gaiteiros e tamborileiro do batalhão por designação real. Seis companhias independentes foram previamente criadas em 1725 para impedir a luta entre os clãs.

## Membros notáveis
- Robert Munro (1684 - 1746), o primeiro comandante do Black Watch, Coronel Sir Robert Munro.
- Alfred Anderson, o último sobrevivente escocês veterano da I Guerra Mundial(finado)
- Fergus Bowes-Lyon
- Duncan Campbell
- Walter Cook
- Henry Davie
- Thomas Edwards
- Lewis Pugh Evans
- Adam Ferguson
- David Finlay
- Ian Fleming
- J. B. S. Haldane
- John Mackenzie
- Gillean Robert Maclaine
- Charles Melvin
- Eric Newby
- Simon Ramsay
- John Ripley
- Neil Ritchie
- William Rose
- William Speakman
- Rory Stewart
- Frederick Guthrie Tait
- Arthur Wauchope
- Archibald Wavell
- Gary Early
- L. Ward